# Kfar Glikson
Kfar Glikson (Hebreeuws: כְּפַר גְּלִיקְסוֹן) is een kibboets in Israël. Het ligt vlak bij de stad Hadera in Centraal-Israël.
De kibboets is gesticht in 1939 door leden van Transsylvaanse Hanoar Hatzioni.
De kibboets is vernoemd naar Moshe Glikson.
Kfar Glikson ligt op een heuvel omringd door eikenbomen en landbouwgronden in het hart van het Israëlische wijnbouwgebied. Naast wijnbouw en veeteelt is toerisme een belangrijke inkomstenbron voor de kibboets. De kibboets huisvest een groot hostel en organiseert uitstapjes naar bijzondere plaatsen in de omgeving van de kibboets.